# Dead Wrong: The John Evans Story
Dead Wrong: The John Evans Story is de eerste aflevering van het eerste seizoen van het televisieprogramma CBS Schoolbreak Special, die voor het eerst werd uitgezonden op 24 januari 1984. De aflevering werd twee keer genomineerd voor de Young Artist Awards.

## Verhaal
De aflevering vertelt het waargebeurde verhaal van John Louis Evans, een moordenaar die de eerste was die veroordeeld werd tot de doodstraf in de staat Alabama. Gedurende 48 minuten worden zijn laatste jaren in de gevangenis beschreven. De gruwelijke manier waarop hij behandeld werd is een hoofdonderwerp.

## Cast
- John Laughlin - John Evans III
- Bibi Besch - Mrs. Evans
- Ed Lauter - Mr. Evans
- Timothy Gibbs - John Evans III als kind
- Cameron Dye - Ritter
- Jamie Bozian - Zack
- Nicole Eggert